# C20H20N2
化学式C20H20N2（摩尔质量：288.39 g/mol）可以指：
- N,N'-二(4-甲苯基)-1,4-苯二胺，CAS号：620-91-7
- 米尔维林，CAS号：75437-14-8
- 1,4-二(1-吲哚基)丁烷，CAS号：94545-16-1

|  | 这个同类索引页列出了具有相同分子式的化学物（即同分異構體）条目。 除非您是有意链接至本页，否则应将相应条目的内部链接指向正确的条目。 |